# El Guijo
El Guijo ist eine spanische Gemeinde in der Provinz Córdoba in Andalusien. Sie gehört zur Comarca Los Pedroches und liegt geologisch gesehen in einem Gebiet vulkanischen Ursprungs. 2024 hatte die Gemeinde 346 Einwohner.

## Namensgebung
Der Name geht wahrscheinlich auf den allgegenwärtigen Schotter (span.: guijo) zurück, der in dem vulkanisch geprägten Gebiet vorkommt.

## Geschichte
Ein kleiner Hügel, der mit der Zeit erodiert ist, bis er mit Majadaiglesia wichtige archäologische Funde preisgab, vermittelt einen Eindruck von der Besiedlung im 1. Jahrtausend v. Chr. Der Prunk römischer Behausungen zeigt sich an den Ausgrabungen der römischen Villa, die in einem Gebiet mit starker marianischer Tradition schon im 12. Jahrhundert unter dem Namen Villa de Santa María bekannt war.
Nach der Reconquista ging das ganze Gebiet von El Guijo über in die Señorío de Santa Eufemia und entwickelte große Bedeutung als Pforte nach Córdoba für transhumante Hirten und Herden, die auf dem Weideweg la Cañada Real Soriana y de La Mesta entlangzogen. Im Ort teilte sich die Route und ein Zweig führte in die Extremadura, während der zweite ins Innere Andalusiens führte.
Der Ort wurde im 13. Jahrhundert gegründet und 1293 in den Señorío de Santa Eufemia aufgenommen.

## Geographie
Das Ortsgebiet umfasst 67 km² und verzeichnet damit eine Bevölkerungsdichte von 5,9 E/km². Der Ort selbst liegt auf einer Höhe von 567 m über dem Meer und ist 100 km von der Provinzhauptstadt Córdoba entfernt. Das nächstgelegene Pedroche im Süden ist ca. 9 km entfernt. Umgeben ist der Ort von den typischen Olivenhainen und Weiden mit Steineichenbestand. Der Ausgrabungsort Majadaiglesia liegt am äußersten Rand des Ortsgebiets, 6 km nordöstlich des Ortskerns auf dem Land der Einsiedelei Nuestra Señora de las Cruces. An einer Stelle, wo die Bäche Arroyo de Santa María und Arroyo del Figueral zusammenfließen, befinden sich die Ruinen auf einem kleinen Hügel.
Der Arroyo de la Matanza ist der wichtigste Bach des Ortes. Die CO-7100 und die CO-6412 sowie die A3200 sind die Straßen, die den Ort mit der Außenwelt verbinden.

## Sehenswürdigkeiten
Die Pfarrkirche Santa Ana wurde im 16. Jahrhundert erbaut. Sie ist sehr schlicht, besitzt nur ein einziges Schiff, welches durch fünf Bögen aufgeteilt wird. Durch dieses Raumkonzept ist sie die wohl einladendste Kirche im Gebiet von Los Pedroches. Der Architekt Hernán Ruiz III hat diese Kirche erbaut. Die Fassade ist mit kräftigen Strebepfeilern gegliedert, die noch von Hernán Ruiz el Joven entworfen wurden. Die Kirche beherbergt eine interessante Mater Dolorosa aus dem 18. Jahrhundert.
Die Ermita de la Virgen de las Cruces liegt direkt neben der wichtigsten Ausgrabungsstätte der Region. Der Ort ist wohl schon seit ältester Zeit auch Kultplatz gewesen. Die Kirche wurde im 16. Jahrhundert erbaut. Sie ist aufgeteilt in drei Abschnitte durch Durchbinderbögen, die sich außen als Pfeiler fortsetzen. Die Stirnseite ist erweitert durch einen Chor mit abgesetztem Gewölbe, an dem Muscheln angesetzt werden. Die Hauptfassade ist charakterisiert durch einen Portikus. Die Kirche besitzt ein frühchristliches Baptisterium in der Sakristei, was auch für das hohe Alter der Kirche spricht. In der Nähe befindet sich der alte Ort El Soto.

## Feste
Die religiösen Feste werden im Ort besonders gefeiert. Dazu gehören: Candelaria (Lichtmess) am 2. Februar, Carnaval, Semana Santa, San Isidro (Fest des Ortspatrons am 15. Mai), Romería de la Virgen de las Cruces (Wallfahrt), San Pedro am 29. Juni, Fiesta de Santa Ana (25./26. Juli), Fiesta Chica de la Virgen (am Sonntag nach dem 12. September).